# Часовниче
Часовничетата (Erodium) са род тревисти растения, едногодишни или многогодишни, с пересто разсечени листа, два – три цвята в съцветие, 10 тичинки, 5 от които – с прашници.
От рода съществуват около 60 вида, разпространени в региони с предимно умерен климат. 4 вида са естествено разпространени в България.

## Избрани представители
- Erodium absinthoides – балканско часовниче
- Erodium aureum
- Erodium botrys
- Erodium brachycarpum
- Erodium carolinianum
- Erodium cicutarium – цикутово часовниче
- Erodium crinitum
- Erodium malacoides
- Erodium moschatum